# 格奧爾基·加邦
格奥尔基·阿波洛诺维奇·加邦（俄語：Георгий Аполлонович Гапон，羅馬化：Georgiy Apollonovich Gapon，1870年2月17日—1906年4月10日），俄罗斯帝国东正教神父和無政府主義者，1905年俄国革命血腥星期日當天率领劳工前往俄罗斯帝國首都聖彼得堡的人。

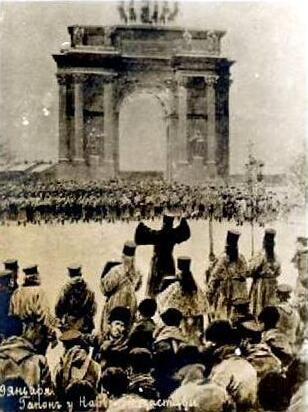
纳尔瓦门附近的加邦

## 經歷
格奥尔基·加邦组织了俄罗斯圣彼得堡工厂和磨坊工人大会。该集会的目标主要是捍卫工人的权力，提高劳工的地位。不久，该组织很快就有了12个分支机构和8,000名成员，加邦试图将组织活动扩展到基輔和莫斯科。
从1904年底开始，加邦开始与支持废除沙皇独裁統治的人士合作。1905年1月22日，在圣彼得堡爆发罢工的第二天，加邦组织了一次工人游行，向沙皇提出一份请愿书。不过这场示威最终以悲剧收场（血腥星期日）。加邦为平哈斯·鲁腾贝格（Pinhas Rutenberg）所救，之后他躲到了马克西姆·高尔基那裡。
血腥星期日後，加邦强烈谴责沙皇，并号召工人采取反对现政权的行动，他很快就逃往国外。加邦受到同样在欧洲的其他俄国流亡分子欢迎，其中有格奥尔基·普列汉诺夫、弗拉基米尔·列宁、彼得·克鲁泡特金以及法国社会主义者的领导人尚·饒勒斯和乔治·克列孟梭。他与无政府主义者彼得·阿列克谢耶维奇·克鲁泡特金和鲁道夫·罗克（Rudolf Rocker）一起居住在日内瓦的邓斯坦大厦33号。十月诏书頒布之后，加邦于1905年底之前返回俄罗斯。